# Atlanersa
Atlanersa est un roi nubien (v. -653 / -640), successeur de Tanoutamon, le dernier souverain koushite (XXVe dynastie) de l'Égypte. Il ne règne que sur la région de Koush au sud d'Assouan.

## Généalogie
Atlanersa est le fils de Taharqa ou de Tanoutamon. Sa mère est la reine dont le nom complet s'est perdu mais qui finit par ...salka. Atlanersa se marie avec ses deux sœurs : Yeturow et Khaliset. Il existe d'autres épouses dont Malotaral - mère de son successeur Senkamenisken- et Peltasen. Une autre femme au nom imcomplet : Taba[..], est peut-être une autre de ses concubines.

## Famille royale

### Parents
Atlanersa est le fils du roi Taharqa,, ou moins probablement du prédécesseur immédiat d'Atlanersa, Tanoutamon. Les spécialistes, tels que László Török, qui soutiennent que le père d'Atlanersa était Taharqa, expliquent le règne de Tanoutamon par le fait qu'Atlanersa était peut-être trop jeune pour monter sur le trône à la mort de son père,, et que la tentative de reconquête militaire de l'Égypte nécessitait un roi fort. La société napatéenne a pu reconnaître l'ancienneté et la maturité comme des arguments valables pour hériter d'un trône. En ce sens, un jeune héritier au trône était négligé au profit d'une personne plus âgée jusqu'à ce qu'elle atteigne la maturité. À ce moment-là, si le roi mourait, le droit au trône de l'héritier initial était rétabli. Si Atlanersa était effectivement un fils de Taharqa, il était alors un cousin croisé de Tanoutamon.
La mère d'Atlanersa était une reine qui apparaissait sur une scène du pylône au temple du Gebel Barkal B700 mais dont le nom n'est pas entièrement conservé et dont on sait seulement qu'il se terminait par [...]salka,. Elle portait le titre de « Grande du sceptre d'Imat, femme noble ».

### Reines et enfants
Atlanersa est marié à au moins deux de ses sœurs : Yeturow,, qui porte les titres de « Femme du roi », « Fille du roi », « Sœur du roi », « Maîtresse de l'Égypte », et Khaliset (également connue sous le nom de Khalese) qui est « Femme noble », « Dame du sceptre Imat », « Chanteuse », « Grande fille du roi »,,. Khaliset doit être la mère de l'héritier d'Atlanersa, comme l'indiquent ses titres, mais il se peut qu'il s'agisse d'une autre des consorts d'Atlanersa, Malotaral « Maîtresse de Koush », qui est la mère de l'héritier d'Atlanersa, Senkamenisken,,. D'autres consorts potentiels d'Atlantide ont été identifiés : sa sœur Peltasen et les reines K[...] et Taba[...]. Enfin, il est tout à fait possible qu'Amenardis II, la Divine adoratrice d'Amon à Thèbes, ait été mariée à Atlanersa ; de plus, elle pourrait avoir été sa sœur.
On connaît une fille d'Atlanersa par l'une de ses épouses : la reine Nasalsa, sœur-épouse de Senkamenisken et mère d'Anlamani et d'Aspelta. Il est également possible que la reine Amanimalel ait été sa fille. Le successeur d'Atlanersa, Senkamenisken, pourrait avoir été son fils,, mais pourrait plutôt avoir été son frère,.

## Règne

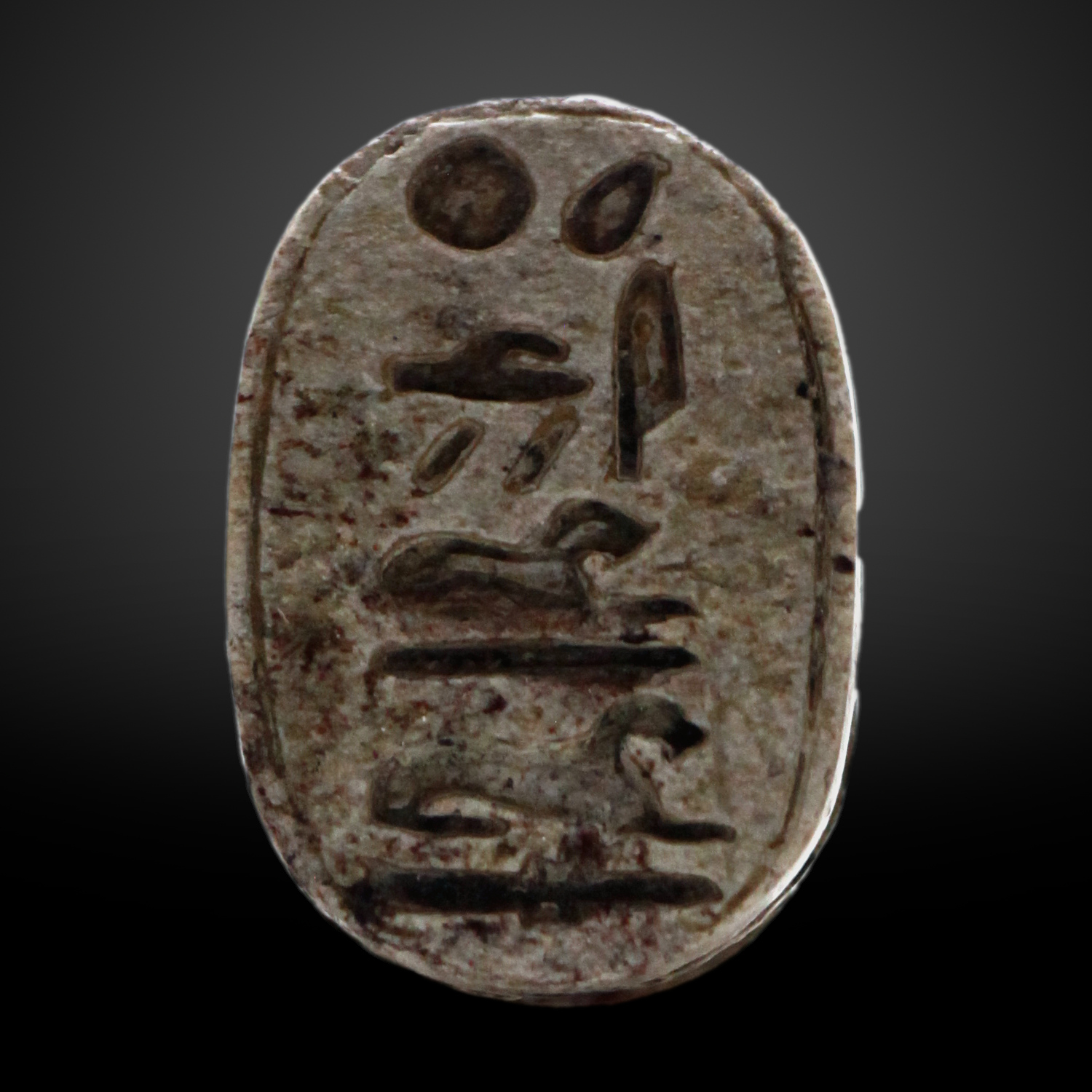
Sceau d'Atlanersa.

Atlanersa est connu par des représentations trouvées dans le temple du Gebel Barkal. À Dongola, un fragment d'obélisque a été découvert avec son nom.
Le règne d'Atlanersa suit immédiatement l'effondrement du contrôle nubien sur l'Égypte, qui voit la conquête assyrienne de l'Égypte puis le début de la Basse époque sous Psammétique Ier. La même période voit également l'intégration culturelle progressive des croyances égyptiennes par la civilisation koushite.

### Constructions
Atlanersa a construit une pyramide dans la nécropole de Nouri, que l'on pense être Nouri 20, et a peut-être aussi commencé une chapelle funéraire dans la même nécropole, aujourd'hui appelée Nouri 500. Atlanersa est le deuxième roi nubien à construire une pyramide à Nouri après Taharqa. Les fouilles de sa pyramide ont produit de nombreux petits artefacts qui sont aujourd'hui exposés au Museum of Fine Arts de Boston, aux États-Unis. La construction la plus marquante d'Atlanersa est son temple au dieu syncrétique Osiris-Dedouen dans le Gebel Barkal, appelé B700, qu'il a terminé et n'a eu le temps de décorer que partiellement. Cela suggère qu'il est mort de façon inattendue. L'entrée du temple devait être flanquée de deux statues colossales du roi, dont l'une fut achevée et mise en place et se trouve aujourd'hui au Musée national du Soudan.

## Sépulture
Atlanersa est enterré dans la pyramide Nu. 20 à Nouri.

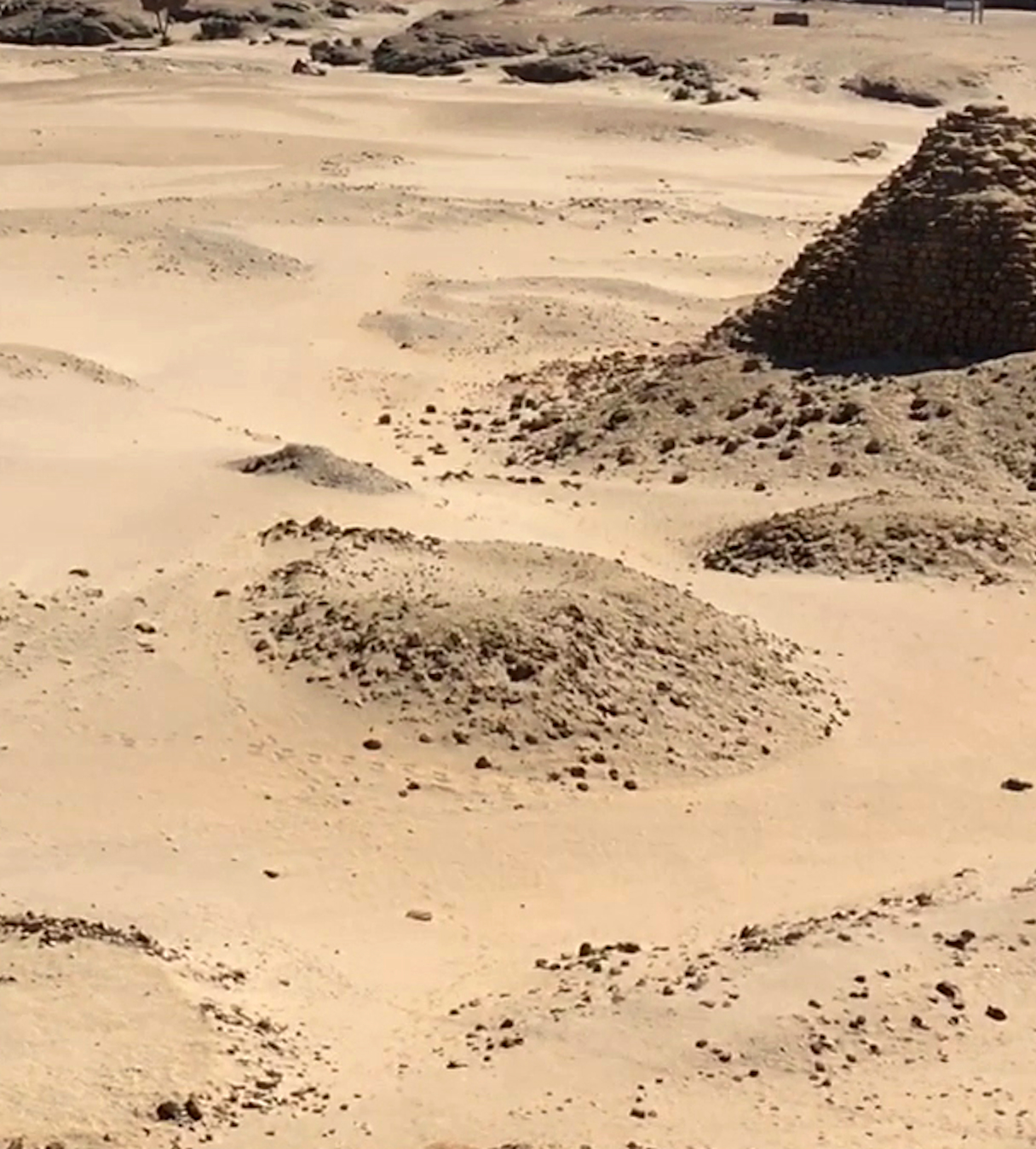
Gros plan sur les ruines de la pyramide Nu. 20 d'Atlanersa (au premier plan) et la pyramide d'Amaniastabarqa.

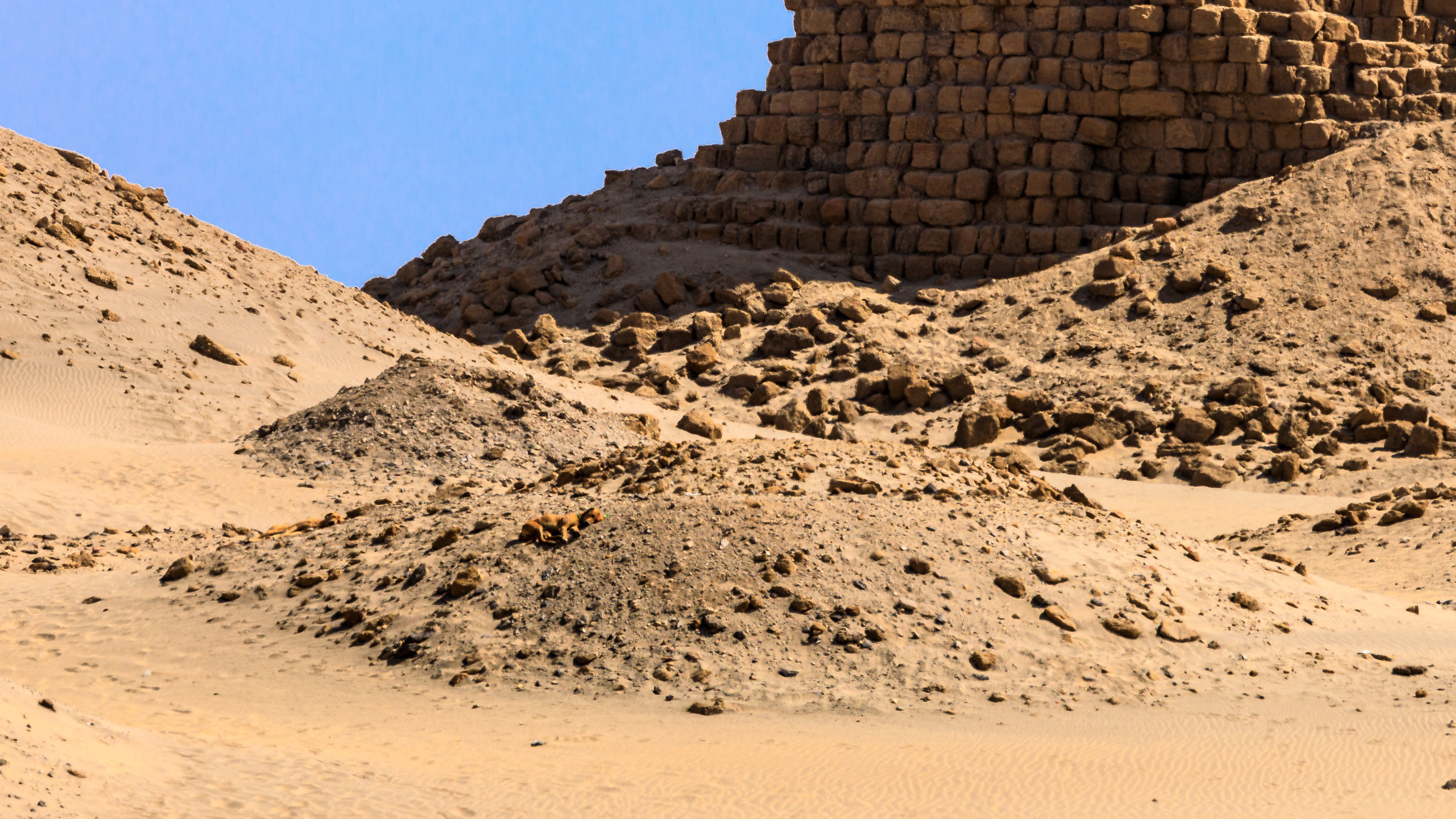
Ruines de la pyramide Nu. 20 d'Atlanersa (au premier plan) et la pyramide d'Amaniastabarqa (à l'arrière-plan).

À la suite des fouilles de la nécropole de Nouri, Reisner a proposé d'attribuer la pyramide Nu. 20 à Atlanersa sur des bases chronologiques. Nu. 20 est la deuxième plus ancienne pyramide de la nécropole après celle de Taharqa et n'appartenait pas à Senkamenisken, dont la pyramide Nu. 3 a été construite ultérieurement. Les arguments de Reisner ont été largement acceptés. Atlanersa fut le deuxième roi, après Taharqa, à choisir Nouri pour sa sépulture ; ce fait incite certains spécialistes — dont Török, Timothy Kendall et El-Hassan Ahmed Mohamed — à avancer qu'Atlanersa était le fils de Taharqa et qu'il a choisi cette nécropole pour être proche de son père et l'honorer,.
La pyramide est faite de maçonnerie de grès, avec une pente raide à 66° et une surface d'environ 12,09 m2. Le complexe pyramidal est entouré d'une enceinte en grès et comprend une petite chapelle adjacente au côté Est de la pyramide. En son centre, la chapelle abritait un support d'offrandes sur lequel se trouvait une table d'offrandes, tous deux en granit gris. La table était à l'origine inscrite de reliefs et de hiéroglyphes, aujourd'hui illisibles.
On accédait aux substructures de la pyramide par un escalier de trente-six marches, partant du niveau du sol à l'est de la chapelle. Au bout de l'escalier se trouvait un mur de maçonnerie destiné à empêcher les voleurs de pénétrer dans la tombe, qui comprenait deux chambres. L'antichambre mesure 2,6 × 2,5 m, tandis que la chambre funéraire est plus grande avec 5,65 × 3,75 m. Cette dernière contenait un couvercle et plusieurs fragments de vases canopes, onze ou douze figurines canopes en argile représentant des dieux et des déesses, dont Osiris, Imsety et Neith, quelques incrustations de lapis-lazuli, d'obsidienne et d'ardoise (provenant toutes d'un sarcophage) et des fragments d'ouchebtis en faïence.
Les fouilles de la pyramide ont livré de nombreux objets, dont des fragments de jarres et de récipients en albâtre, dont l'un portait des cartouches de Tanoutamon, plusieurs bols, un scarabée en béryl attaché à une boucle en fil d'or, des morceaux de feuille d'or, un pendentif en faïence avec le cartouche d'Atlanersa, des amulettes et des perles, des morceaux de pâte et d'autres fragments d'ouchebtis. Au total, quinze ouchebtis complets ont été récupérés sur les 235 trouvés dans la pyramide,,, tous d'une taille d'environ quinze centimètres. Plusieurs de ces objets sont maintenant exposés au Musée des Beaux-Arts de Boston.
Un bâtiment rectangulaire voisin en grès brun, aujourd'hui connu sous le nom de Nu. 500, était peut-être une chapelle funéraire. Il a livré une tablette votive en albâtre portant le cartouche d'Atlanersa,.

## Titulature
Atlanersa adopte la titulature des pharaons égyptiens.